# Гарбузов, Василий Фёдорович
Василий Фёдорович Гарбузов (20 июня (3 июля) 1911 года — 12 ноября 1985 года) — министр финансов СССР с 1960 по 1985 год. Депутат Совета Национальностей Верховного Совета СССР 6—11 созывов (1962—1989) от РСФСР. Член ЦК КПСС (1961—1985).

## Биография
Родился 3 июля 1911 года в городе Белгороде в семье рабочего. По национальности русский.

### Образование
Окончил школу и фабрично-заводское училище. С 1925 года работал учеником столяра на лесозаводе в Харькове.
В 1933 году окончил Харьковский финансово-экономический институт, в 1936 году — аспирантуру. Затем в том же институте работал на преподавательской работе: был преподавателем, руководителем курса, исполняющим обязанности заведующего кафедрой политэкономии, консультантом-методистом, деканом факультета. Кандидат экономических наук (1939), доцент (1940).
Член ВКП(б)/КПСС с 1939 года.

### Трудовая деятельность
С 1941 года работал старшим инспектором, заместителем начальника управления в наркомате финансов Киргизской ССР. В 1943 году — консультант секретариата наркомата финансов СССР.
Затем в Киевском финансово-экономическом институте: в 1944—1950 годах директор и одновременно в 1944—1950 годах заведующий кафедрой политэкономии.
С 1950 по 1952 год — председатель Госплана УССР. С 1952 года заместитель, с 1953 года — первый заместитель министра финансов СССР.
В мае 1960 года назначен министром финансов СССР и оставался в должности до своей смерти в 1985 году.
Похоронен в Москве на Новодевичьем кладбище.

## Награды
- Герой Социалистического Труда (2 июля 1981 года);
- 4 ордена Ленина (03.07.1961, 31.12.1966, 02.07.1971, 02.07.1981);
- Орден Трудового Красного Знамени (27.02.1959);
- Медали.